# Sotlavskrika
Sotlavskrika (Perisoreus internigrans) är en fåtalig tätting i familjen kråkfåglar som enbart förekommer i Kina.

## Utseende och läte
Sotlavskrikan är en relativt liten (30 cm) och långstjärtad sotgrå skrika. Näbben är kort men kraftig och ofta förvånansvärt iögonfallande blek. Huvudet mörkare än kroppen. Kontaktlätet är ett högfrekvent "kyip", ibland förlängt till en serie, men också ett jamande, stigande "meeeoo-meeeoo".

## Utbredning och systematik
Fågeln förekommer i bergsområden på mellan 3350 och 4300 meter över havet i västra Kina, i sydöstra Qinghai, sydvästra Gansu och norra Sichuan). Den behandlas som monotypisk, det vill säga att den inte delas in i några underarter.

## Levnadssätt
Arten verkar föredra torr, höglänt granskog, ibland inslag av rhododendron och ofta med endast lite undervegetation. Den livnär sig av ryggradslösa djur och frukt. Fågeln häckar mycket tidigt på året, i mars-april. Under hösten formar den små flockar, vanligen med fem eller sex fåglar, ibland upp till tio.

## Status
Sotlavskrikan är en fåtalig fågel med ett bestånd på mellan 12 000 och 20 500 vuxna individer. Utbredningsområdet är dessutom litet och fragmenterat, och populationen minskar i antal till följd av skogsavverkning. Internationella naturvårdsunionen IUCN kategoriserar den därför som nära hotad.